# Lithobius yuraensis
Lithobius yuraensis är en mångfotingart som först beskrevs av S. Ishii 2000.  Lithobius yuraensis ingår i släktet Lithobius och familjen stenkrypare. Inga underarter finns listade i Catalogue of Life.